# هیلاری پواتیه
هیلاری (هیلاریوس) پواتیه (به انگلیسی: Hilary (Hilarius) of Poitiers؛ حدود ۳۱۰- حدود ۳۹۷ میلادی) یک قدیس کاتولیک، اسقف اعظم پواتیه و دارنده لقب دکتر کلیسا بود. از او گاهی به عنوان «چکش آریانیسم» (لاتین: Arianorum) و «آتاناسیوسِ غرب» نام برده می‌شود.
نام او از کلمه‌ای لاتین به معنی مبارک یا شاد می‌آید.
روز یادبود اختیاری او در گاهشماری کل رومی است ۱۳ ژانویه است. در گذشته، زمانی که این تاریخ توسط اکتاو ظهور و تجلی عیسی اشغال شده بود این جشن به ۱۴ ژانویه منتقل شده بود.